# Кюнинг, Мартье
Мартье Кюнинг (нидерл. Maartje Keuning; род. 26 апреля 1998, Схермер, Северная Голландия) — нидерландская ватерполистка, игрок сборной Нидерландов. Бронзовый призёр летних Олимпийских игр 2024 года, чемпионка мира 2023 года, чемпионка Европы 2024 года.

## Карьера
Мартье Кюнинг изучала социальную работу в Гавайском университете в Маноа, а также выступала за их университетскую спортивную команду. В 2016 году дебютировала в составе первой национальной сборной. В 2019 году была приглашена в сборную для участия в чемпионате мира в Кванджу, сборная Нидерландов на этом турнире стала седьмой.
В 2021 году была вызвана в сборную для участия в летних Олимпийских играх в Токио. Сборная Нидерландов уступила в четвертьфинале Венгрии со счётом 11:14 и прекратила борьбу за медали Олимпиады.
На чемпионате мира 2023 года в Фукуоке сборная Нидерландов, обыграв итальянок в полуфинале и испанок в финале стала чемпионом мира. В составе играла и Мартье Кюнинг.
Зимой 2024 года нидерландская сборная одержала победу на чемпионате Европы в Эйндховене, Мартье Кюнинг стала чемпионкой Европы.
Кюнинг была включена в олимпийскую сборную для участия в Играх 2024 года в Париже, где нидерландки проиграли испанкам в полуфинале после серии послематчевых штрафных бросков. В матче за третье место Нидерланды обыграли действующих чемпионок из Соединенных Штатов и стали бронзовыми призёрами Олимпиады.